# Dušan Boroš
Dušan Boroš (* 24. ledna 1955) je bývalý slovenský fotbalový brankář.

## Fotbalová kariéra
V československé lize chytal za Duklu Banská Bystrica. Nastoupil ve 36 ligových utkáních. Ve druhé nejvyšší celostátní soutěži hrál i za Lokomotívu Bane Spišská Nová Ves.

## Ligová bilance
| Ročník                                   | Zápasy | Góly | Klub                  |
| ---------------------------------------- | ------ | ---- | --------------------- |
| 1. československá fotbalová liga 1977/78 | 9      | 0    | Dukla Banská Bystrica |
| 1. československá fotbalová liga 1978/79 | 13     | 0    | Dukla Banská Bystrica |
| 1. československá fotbalová liga 1979/80 | 11     | 0    | Dukla Banská Bystrica |
| 1. československá fotbalová liga 1980/81 | 2      | 0    | Dukla Banská Bystrica |
| 1. československá fotbalová liga 1981/82 | 1      | 0    | Dukla Banská Bystrica |
| CELKEM                                   | 36     | 0    |                       |